# クリスチャン・ラッセン
クリスチャン・リース・ラッセン（英: Christian Riese Lassen、1956年3月11日 - ）は、アメリカ合衆国の画家である。マリンアートと呼ばれる作風で、世界的評価とは別に、特にバブル時代の日本で高い評価を得た。

## 経歴
カリフォルニア州の海沿いにあるメンドシーノ出身。11歳のときに家族と共にハワイ島へ渡り、後にマウイ島へ移住した。
10代からサーフィンと絵画に熱中し、オアフ島ノースショアに住んでプロサーファーとして活動。美術の専門教育は受けていない。1985年にラッセン・アート・パブリケーションズを設立。アールビバンが取り扱いを始め、1988年からバブル期の日本でベストセラー画家となる。
2019年12月、警備員をナイフで脅し、木彫りの象で隣人の車の窓を破壊、元恋人の家に侵入して逮捕され、4年間の保護観察処分を受けている。

## 作風・評価
ハワイの海中風景やイルカなどの海洋生物を主要なモチーフに、南洋の自然をきらびやかな画風で描き、「マリンアート」と称される。空（そら）の部分などにはエアブラシも用いる。
その作品は安価な版画やリトグラフ、ジグソーパズルとして大衆的人気を得た。日本での知名度向上に絵画商法が大きく関わっていたため、その販売戦略への反感からヒロ・ヤマガタと同じく、美術界の本流からは評価は高くない。

## 活動
音楽活動も行っており、1998年10月には、ファースト・アルバムのプロモーションのため来日した。来日展が開催される際は、テレビCMが流れることもあった。1990年にシービジョン財団を設立し、環境保護運動も行っている。
2005年にテレビ朝日のバラエティ番組『ロンドンハーツ』の企画で、青田典子のヘアヌードを描いている。
2013年12月23日にももいろクローバーZが西武ドームでライブしたが、この会場で限定リリースした記念シングル『泣いちゃいそう冬 / 鋼の意志』のジャケットアートワークを手がけた。

## ディスコグラフィー
- Turn the Tide[11]

## 著作の日本版
- 『海の宝もの』小梨直 訳、小学館, 1997.4
- 『海の日 Lassen island』小学館, 1997.5
- 『Lassen "Art & Soul"』メディエイション, 2013.2
- 『クリスチャン・ラッセン版画作品集』アールビバン, 2015.7

## 関連論集
- 原田裕規, ed (2013-06). ラッセンとは何だったのか? 消費とアートを越えた「先」. フィルムアート社. ISBN 978-4-8459-1314-5。全11名の論集
- 原田裕規『評伝クリスチャン・ラッセン－日本に愛された画家』中央公論新社, 2023.12。ISBN 9784120057243